# Pest (by)
 For alternative betydninger, se Pest (flertydig). (Se også artikler, som begynder med Pest)
Pest (slovakisk: Pešť, kroatisk/slovensk: Pešta, serbisk: Пешта) er den østlige, flade del af Budapest, der udgør omkring to tredjedele af Budapests areal. Den er delt fra Buda, den anden del af Budapest, af Donaufloden. Blandt de vigtigste dele er Indre by, inklusiv det Ungarske parlament, Byparken, Heltenes plads og Andrássy út.
I daglig tale på ungarsk bruges Pest ofte som synonym for hele byen Budapest.

## Eksterne links
- Pest på Wikivoyage

47°30′N 19°06′Ø / 47.5°N 19.1°Ø